# Liste der Abkürzungen (Automobil)
Dies ist eine Liste technischer Abkürzungen, die im Automobil-Bereich verwendet werden, unter anderem von Ausstattungsmerkmalen und Eigenschaften bei Kraftfahrzeugen, wie sie beispielsweise in Verkaufsanzeigen verwendet werden.
| Alphabetische Liste der Ausstattungsmerkmale bei Kraftfahrzeugen |                                                          | |
| Abk.                                                             | Bedeutung                                                | Erklärung |
| A/C, AC                                                          | Air Conditioning                                         | Klimaanlage |
| ABE                                                              | Allgemeine Betriebserlaubnis                             | Viele Fahrzeugteile benötigen eine ABE, ohne die sie nicht auf öffentlichen Straßen genutzt werden dürfen. |
| ABS                                                              | Antiblockiersystem                                       | Technisches System zur Verhinderung der Blockierneigung der Räder bei Vollbremsung. |
| ABV                                                              | automatischer Blockierverhinderer                        | behördlicher Ausdruck für Antiblockiersystem (Bosch-Systemname) |
| ACC                                                              | Adaptive Cruise Control                                  | Abstandsregeltempomat oder Automatische Distanzregelung (ADR) oder bei BMW auch Aktive Geschwindigkeitsregelung genannt. |
| AFL, AFS                                                         | Adaptive Forward Lighting Adaptive Front-lighting System | Kurvenlicht |
| AHK                                                              | Anhängerkupplung                                         | Vorrichtung zum Ziehen eines Anhängers |
| ALB                                                              | Automatische lastabhängige Bremse                        | Bremskraftregler |
| APS                                                              | Acoustic Parking System                                  | Akustische Einparkhilfe. |
| ASR, ASC                                                         | Antriebsschlupfregelung                                  | ASR (auch TCS (traction control system), oder bei BMW auch ASC genannt) verhindert Durchdrehen der Räder beim Beschleunigen (z. B. auf Schnee). |
| ASS                                                              | Ansaugstutzen                                            | Verbindung zwischen Motorblock und Vergaser bzw. Einspritzanlage. |
| ATM                                                              | Austauschmotor                                           | - |
| AU                                                               | Abgasuntersuchung                                        | veraltet für Untersuchung des Motormanagements und Abgasreinigungssystems (UMA) |
| AWD, 4WD                                                         | All Wheel Drive, Four Wheel Drive                        | Allradantrieb. |
| BAP                                                              | Bedien- und Anzeigeprotokoll                             | Im Zusammenhang mit dem MIB3-Projekt von VW |
| bbH                                                              | Bauartbedingte Höchstgeschwindigkeit                     | - |
| BC                                                               | Bordcomputer                                             | - |
| BKV                                                              | Bremskraftverstärker                                     | verstärkt die vom Fahrer gegebene Kraft um ein vielfaches auf alle 4 Räder |
| cm³                                                              | Kubikzentimeter                                          | Maßeinheit für die Angabe von Hubräumen. |
| CD                                                               | CD-Spieler                                               | - |
| CDI                                                              | Common-Rail-Einspritzung Common-Rail Direct Injection    | Hochdruck-Einspritzsystem für Kraftstoff. |
| CDW                                                              | CD-Wechsler                                              | - |
| CHF                                                              | Coming-Home-Funktion                                     | Zeitlich begrenztes Nachleuchten der Scheinwerfer beim Verlassen des Autos |
| Climatronic                                                      | -                                                        | elektronisch geregelte Klimaanlage. |
| CNG                                                              | Compressed Natural Gas                                   | Komprimiertes Erdgas. |
| DCT, DSG                                                         | Dual-Clutch Transmission Direktschaltgetriebe            | Doppelkupplungsgetriebe |
| DPF                                                              | Dieselpartikelfilter                                     | Einrichtung zur Reduzierung der im Abgas von Dieselmotoren vorhandenen Partikel. |
| DSC                                                              | Dynamic Stability Control                                | Elektronisches Stabilitätsprogramm (ESP) der Hersteller BMW und Mazda. |
| DTI                                                              | Direct Turbo Injection                                   | Diesel-Direkteinspritzung beim Hersteller Opel |
| DZM                                                              | Drehzahlmesser                                           | - |
| EBV, EBD                                                         | Elektronische Bremskraftverteilung                       | System zur Stabilisierung von Kraftfahrzeugen. |
| EDS                                                              | Elektronische Differentialsperre                         | System zum Verhindern von Durchdrehen der Antriebsräder. |
| el.Asp.                                                          | Elektrisch verstellbare Außenspiegel                     | - |
| EFH                                                              | Elektrische Fensterheber                                 | - |
| EHB                                                              | Elektrohydraulische Bremse                               | - |
| eSD, ESD                                                         | Elektrisches Schiebedach                                 | - |
| ESP                                                              | Elektronisches Stabilitätsprogramm                       | System zum Entgegenwirken von Schleudern in Kurven durch gezieltes Abbremsen einzelner Räder. |
| Euro 6                                                           | Euronorm                                                 | Derzeit gültige Abgasnorm. |
| EZ mm/jj                                                         | Erstzulassung Monat/Jahr                                 | - |
| FB                                                               | Fernbedienung                                            | - |
| FH                                                               | Fensterheber                                             | - |
| FIN                                                              | Fahrzeugidentifikationsnummer                            | englisch auch VIN. 17-stellige Nummer, die das KFZ eindeutig identifiziert. Siehe Fahrzeug-Identifizierungsnummer. |
| FIS                                                              | Fahrerinformationssystem                                 | Bordcomputer. |
| FL                                                               | Facelift                                                 | Überarbeitung eines existierenden Fahrzeugmodells. |
| FP                                                               | Festpreis                                                | nicht veränderbarer Preis |
| FSE                                                              | Freisprecheinrichtung                                    | - |
| FSI                                                              | Fuel Stratified Injection                                | Direkteinspritztechnik mit Schichtladung |
| FZV                                                              | Funkfernbedienung für Zentralverriegelung                | - |
| G-KAT, GKAT                                                      | Geregelter Katalysator                                   | Vorrichtung zur Reduzierung der Schadstoffemissionen im Abgas. |
| GPS                                                              | Global Positioning System                                | Satellitengestütztes Navigationssystem. |
| GRA                                                              | Geschwindigkeitsregelanlage                              | Tempomat. |
| GSD                                                              | Glasschiebedach                                          | - |
| HDI                                                              | High Pressure Direct Injection                           | Diesel-Direkteinspritzung beim Hersteller PSA Peugeot Citroën. |
| HEV                                                              | Hybrid-Elektrofahrzeug                                   | Als fahrzeugeigene Energiequellen für den Antrieb dienen Kraftstoff und ein elektrisches Energiespeichersystem. |
| HSN                                                              | Herstellerschlüsselnummer                                | Vierstelliger numerischer Code, der den Hersteller eines Kraftfahrzeugs oder Anhängers bezeichnet. |
| HU                                                               | Hauptuntersuchung                                        | - |
| HUD                                                              | Head-Up-Display                                          | Das Head-up-Display ist eine Ergänzung zum Tacho und ist eine Projektion des Cockpits auf die Windschutzscheibe |
| HV                                                               | Hybridfahrzeug                                           | mit mindestens zwei verschiedenen fahrzeugeigenen Energiewandlern und -speichern für den Antrieb |
| hvst.FS                                                          | Höhenverstellbarer Fahrersitz                            | - |
| Hzg                                                              | Heizung                                                  | - |
| JW                                                               | Jahreswagen                                              | - |
| kW                                                               | Kilowatt                                                 | 1 kW = 1,359 PS. |
| L, l                                                             | Liter                                                    | Maßeinheit für die Angabe von Hubräumen. |
| LED                                                              | LED-Scheinwerfer                                         | - |
| LM, LMF                                                          | Leichtmetallfelgen                                       | Die Alufelge ist das Gegenstück der Stahlfelge |
| LR                                                               | Lenkrad                                                  | Zum Beispiel Leder-LR. |
| LRA                                                              | Laderaumabdeckung                                        | Meist falt- oder rollbare Plane zur Abdeckung des Laderaumes. |
| LSP                                                              | Lautsprecher                                             | - |
| MAL                                                              | Mittelarmlehne                                           | - |
| MFA, MFD                                                         | Multifunktionsanzeige, -display                          | Bordcomputer. |
| MOPF                                                             | Modellpflege (Daimler)                                   | Überarbeitung eines existierenden Fahrzeugmodells. Oft auch in technischen Dokumenten mit MP abgekürzt, was die Planung von Produktstarts betrifft. |
| MP3                                                              | MP3-Player                                               | - |
| MS                                                               | Matsch-und-Schnee-Reifen                                 | - |
| MSR                                                              | Motor-Schleppmoment-Regelung                             | Es ist ein Bestandteil von ABS und ESP und handelt sich letztlich um eine Software |
| Navi                                                             | Navigationssystem                                        | - |
| Niv                                                              | Niveauregulierung                                        | sorgt dafür das je nach Gewichtsbeladung des KFZ die Scheinwerfer reguliert werden ohne den Gegenverkehr zu blenden |
| NP                                                               | Neupreis                                                 | - |
| NR                                                               | Nichtraucherfahrzeug                                     | - |
| NSW                                                              | Nebelscheinwerfer                                        | - |
| OPF                                                              | Ottopartikelfilter                                       | Einrichtung zur Reduzierung der im Abgas von Ottomotoren vorhandenen Partikel. |
| Pano                                                             | Panorama-Schiebedach                                     | - |
| PDC                                                              | Park Distance Control                                    | Akustische Einparkhilfe. |
| PF                                                               | Pollenfilter (Innenraumfilter)                           | Der Pollenfilter verhindert, dass der allergieauslösende Blütenstaub durch deine Lüftung und Klimaanlage in das Innere deines Fahrzeugs gelangt. Es werden nicht nur Pollen, sondern auch Staub und Schadstoffe abgefangen. |
| PS                                                               | Pferdestärke                                             | 1 PS = 0,735 kW. |
| Quattro                                                          | Allradantrieb                                            | beim Hersteller Audi |
| RC                                                               | Radiorekorder                                            | - |
| RDK(S)                                                           | Reifendruckkontrollsystem                                | Einrichtung zur Überwachung des Reifendrucks |
| RDS                                                              | Radio Data System                                        | Radio mit Radio Data System (Zusatzinformationen). |
| RFK                                                              | Rückfahrkamera                                           | - |
| RLS                                                              | Regen- / Lichtsensor                                     | - |
| RPF                                                              | Rußpartikelfilter                                        | - |
| SAD                                                              | Schiebe-Ausstelldach                                     | - |
| SAS                                                              | Seitenaufprallschutz                                     | Der Seitenaufprallschutz mindert die bei einem Aufprall die auf die Insassen wirkende Kräfte |
| Scheckh.                                                         | scheckheftgepflegt                                       | Einhalten und Dokumentieren der vom Hersteller vorgesehenen Service-Intervalle, ursprünglich per Gutschein aus dem Scheckheft, heute auch: Checkheft |
| SD, SSD                                                          | Schiebedach, Stahlschiebedach                            | - |
| SDI                                                              | Saugdiesel (Direkteinspritzer)                           | Bezeichnung für Saugdiesel beim Hersteller Volkswagen. |
| Servo                                                            | Servolenkung                                             | Hydraulisches System zur Lenkunterstützung. |
| SF                                                               | Schiebefenster                                           | - |
| SHD                                                              | Schiebe-Hebedach                                         | - |
| SHZ, SiH, Shzg, Sitzhzg                                          | Sitzheizung                                              | Eine Sitzheizung besteht aus Heizdrähten und ist in den Bezug des Autositzes eingearbeitet und können nach Wunsch eingestellt werden |
| SIPS                                                             | Side Impact Protection System                            | Seitenaufprallschutz von Volvo |
| SR                                                               | Sommerreifen                                             | - |
| StHz, Standhzg                                                   | Standheizung                                             | Motor muss nicht laufen. Sprit wird in eine Brennkammer verbrannt und die erzeugte Wärme wird durch ein Luftstrom in den Innenraum geführt |
| SWR, SRA                                                         | Scheinwerferreinigungsanlage                             | - |
| TCS                                                              | Traction Control System Traktionskontrolle               | Antriebsschlupfregelung (auch ASR oder ASC genannt), verhindert Durchdrehen der Räder beim Beschleunigen (z. B. auf Schnee). |
| TDI                                                              | Turbocharged Direct Injection                            | Dieselmotorentyp des VW-Konzerns. |
| Tempomat                                                         | -                                                        | Geschwindigkeits-Regelanlage zur Einhaltung der Fahrzeuggeschwindigkeit. |
| TFSI                                                             | Turbocharged Fuel Stratified Injection                   | Turboaufgeladenen Benzinmotor mit einer Benzindirekteinspritzung (AUDI) |
| Tiptronic                                                        | -                                                        | Automatikgetriebe der Allradfahrzeuge von AudiTiptronic. |
| TSG                                                              | Türsteuergerät                                           | - |
| TSI                                                              | Turbocharged Stratified Injection                        | Direkteinspritzender, aufgeladener Ottomotor |
| TSN                                                              | Typschlüsselnummer                                       | Dreistelliger Code zur Bezeichnung des Fahrzeugtyps eines Herstellers. |
| TÜV                                                              | Technischer Überwachungsverein                           | Angabe für Termin zur nächst fälligen Hauptuntersuchung, siehe HU |
| TWA                                                              | Totwinkel-Assistent                                      | Der Toter-Winkel-Assistent (BLIS – Blind Spot Information System) hilft Ihnen, andere Fahrzeuge und Hindernisse im schwer einsehbaren toten Winkel zu erkennen und weist auf mögliche Gefahren hin. Das System arbeitet mit Radarsensoren auf beiden Fahrzeugseiten. Ein Lichtsignal im jeweiligen Außenspiegel warnt Sie davor auszuscheren                                                    |
| TZ                                                               | Tageszulassung                                           | - |
| G-Kat                                                            | Geregelter Katalysator                                   | Ein geregelter Katalysator dient dazu, dass die Schadstoffemissionen im Abgas drastisch reduziert werden |
| U-KAT                                                            | Ungeregelter Katalysator                                 | Diese Art von Katalysator filtert deutlich weniger Schadstoffe heraus, als ein geregelter Kat (G-Kat), da auf den Einsatz einer Lambdasonde verzichtet wird |
| VB, VHB, VS                                                      | Verhandlungsbasis, Verhandlungssache                     | Nach VB (bzw. VHB) wird ein Geldbetrag genannt, der als Ausgangspunkt für Preisverhandlungen dienen soll. VS wird im Gegensatz dazu ohne einen Betrag verwendet und bedeutet, dass erst während der tatsächlichen Verhandlung Preisvorstellungen ausgetauscht werden. Häufig sind falsche Verwendungen der Abkürzungen zu sehen, d. h. VB ohne eine Preisvorstellung oder VS mit einer solchen. |
| VIN                                                              | Vehicle Identification Number                            | 17-stellige Nummer, die das KFZ eindeutig identifiziert. Siehe Fahrzeug-Identifizierungsnummer |
| WFS                                                              | Wegfahrsperre                                            | Sie sorgen dafür das Fahrzeuge nicht unbefugt in Betrieb genommen werden können. Man unterscheidet mechanische Wegfahrsperren und elektronische Wegfahrsperren. |
| WR, WKR                                                          | Winterreifen                                             | auch: Winterräder, Winterkompletträder |
| Xenon                                                            | Xenon-Scheinwerfer                                       | - |
| ZV, ZVR, ZV/FB                                                   | Zentralverriegelung (/mit Fernbedienung)                 | Die Zentralverriegelung erlaubt das gleichzeitige Ver- und Entriegeln aller Türen eines Fahrzeugs mittels Betätigung eines der Schlösser oder per Fernbedienung. |
| 8-fach bereift                                                   | Winterreifen zusätzlich                                  | - |